# Lorenzo Torres
Lorenzo José Torres Agüero (n. Buenos Aires, Virregnat del Río de la Plata, agost de 1803 – Buenos Aires, Argentina, 1880), advocat i polític argentí, que va destacar com a símbol de la continuïtat entre el govern de Juan Manuel de Rosas i els governs que van succeir al d'aquest a la província de Buenos Aires, que proclamaven ser l'antítesi del sistema polític rosista.

## Biografia
Nebot de Julián Segundo de Agüero, prominent figura del Partido Unitari, va donar suport a la revolució del general Juan Lavalle. Es llicencià com a advocat el 1829, a la Universitat de Buenos Aires. Des d'aquell any, i durant tres més va ensenyar Dret Públic en aquella Universitat.
El 1839 va ser vicepresident de l'Acadèmia de Jurisprudència. Va ser escollit per primera vegada diputat provincial, càrrec que ocuparia ininterrompudament fins a la caiguda del governador Juan Manuel de Rosas, tretze anys més tard. Va ser secretari de la legislatura durant nou anys.
Era un exaltat partidari de Rosas, i va afavorir des de la legislatura les represàlies contra els Libres del Sur, els conjurats del grup de Ramón Maza que van donar suport a la invasió de Lavalle el 1840. Va ser l'autor del text de la llei de confiscació de les seves propietats.
Fou també vocal del Tribunal de Apel·lacions i membre de la Comissió Inspectora de Programes d'Ensenyament.
Després de la batalla de Caseros es va posar a disposició del vencedor, Justo José de Urquiza, i el nou governador, Vicente López y Planes, el va nomenar vocal de la Comissió Redactora del Codi Civil de la província, tot i que el codi mai va ser sancionat. Fou escollit diputat provincial, i va recolzar al governador López y Planes en la firma de l'Acord de San Nicolás.
No obstant això, va donar suport a la revolució de l'11 de setembre de 1852, i en un acte públic es va unir en una abraçada amb el líder unitari Valentín Alsina, en un gest que va portar a la unitat dels antics federals i unitaris portenys, en oposició als federals de l'interior, el líder dels quals era Urquiza. El governador Manuel Guillermo Pinto el va nomenar ministre de Govern i de Relacions Exteriors. Entre febrer i març de 1853 va ser també ministre interí de Guerra i Marina, tenint una actitud intransigent durant el setge de Buenos Aires. Va ser un dels gestors del suborn al comandant John Halstead Coe, cap de l'esquadra federal, i varis dels seus oficials, la qual cosa va determinar el final del bloqueig naval de Buenos Aires, i per tant, del setge.
Va ser breument governador delegat durant la malaltia que va portar a Pinto a la mort, i va seguir ocupant el ministeri de Govern i Relacions Exteriors durant el govern de Pastor Obligado – un altre prominent partidari de Rosas fins al dia de Caseros – fins a octubre d'aquest any. Abans de presentar la seva renúncia al govern, va exercir breument com a ministre d'Hisenda.
A l'any següent va ser membre de la Convenció Constituent Provincial, i un dels que van proposar la independència de l'Estat de Buenos Aires com a país separat de la Confederació Argentina. Va ser senador provincial i va recolzar al govern d'Obligado; va arribar a ser president del Senat provincial.
Durant aquest període va ser soci majoritari a l'empresa que va construir el Teatre Colón.
El 1856 es va unir al Partit Federal dirigit per Nicolás Calvo; va publicar molts articles a favor seu al diari La Reforma Pacífica, i va ser candidat a governador. Va acabar per cedir aquest lloc al general Tomás Guido, que de totes maneres va ser derrotat per Alsina, ajudat per l'ús massiu del frau i la violència.
Durant la crisi entre Buenos Aires i la Confederació que va seguir la Batalla de Cepeda va ser envidat al Paraguai, aconseguint la mediació de Francisco Solano López en el conflicte. Tornaria a ser ambaixador al Paraguai entre 1863 i 1864.
El 1864 va ingressar a la Municipalitat de Buenos Aires, de la que en va ser vicepresident. A l'any següent va tornar a ser diputat provincial, recolzant al president Bartolomé Mitre. El 1870 va ser membre de la Convenció Constituent Provincial.
Va morir a Buenos Aires el 1880.